# Akramjon Sunnatov
Akramjon Sunnatov, né le 26 novembre 1996, est un coureur cycliste ouzbek.

## Palmarès et résultats

### Palmarès par année
- 2015
  -  Champion d'Ouzbékistan sur route espoirs
  -  Champion d'Ouzbékistan du contre-la-montre espoirs
- 2016
  - Classement général de la Tashkent International Race
- 2017
  - 2e du championnat d'Ouzbékistan sur route espoirs
- 2018
  -  Champion d'Ouzbékistan sur route
- 2021
  - 3e du championnat d'Ouzbékistan sur route
- 2022
  -  Champion d'Ouzbékistan sur route
  - 3e du Grand Prix Kayseri

### Classements mondiaux
| Année                                 | 2015 | 2016  | 2017  | 2018 | 2019  | 2020 | 2021  | 2022 | 2023  |
| ------------------------------------- | ---- | ----- | ----- | ---- | ----- | ---- | ----- | ---- | ----- |
| Classement mondial                    |      | 2376e | 1928e | nc   | 2482e | nc   | 1390e | 631e | 1837e |
| UCI Asia Tour                         | 332e | 522e  | nc    | nc   | 241e  | nc   | 70e   | 28e  | nc    |
|                                       |      |       |       |      |       |      |       |      |       |
| Légende : nc = non classéSource : UCI |      |       |       |      |       |      |       |      |       |